# Dizionario Garzanti Italiano
Il Dizionario Garzanti Italiano con grammatica essenziale in appendice è un dizionario realizzato da Lexis Ricerche sotto la direzione di Pasquale Stoppelli e pubblicato da Garzanti Editore per la prima volta nel 1994.

## Caratteristiche
È un piccolo dizionario di circa 1500 pagine susseguite in ordine alfabetico in cui alle ultime pagine sono presenti tavole illustrate in bianco e nero e a colori, una grammatica essenziale, sigle e abbreviazioni e infine sentenze e frasi proverbiali latine.